# NGC 6130
NGC 6130 est une galaxie spirale barrée située dans la constellation du Dragon. Sa vitesse par rapport au fond diffus cosmologique est de 5 144 ± 48 km/s, ce qui correspond à une distance de Hubble de 75,9 ± 5,4 Mpc (∼248 millions d'al). NGC 6130 a très probablement été découverte par l'astronome américain Lewis Swift en 1886.
La classe de luminosité de NGC 6130 est II-III et elle présente une large raie HI.
À ce jour, trois mesures non basées sur le décalage vers le rouge (redshift) donnent une distance de 81,167 ± 2,120 Mpc (∼265 millions d'al), ce qui est à l'intérieur des valeurs de la distance de Hubble.

## Découverte de NGC 6130
La découverte de PGC 57812 (NGC 6125) est généralement attribuée à William Herschel, quoique certaines sources soutiennent que Herschel a plutôt observé la galaxie NGC 6130 cette nuit-là. Les deux galaxies sont distantes de seulement 22 minutes d'arc. Cependant, il est difficile de croire que Herschel ait pu observer la galaxie la moins lumineuse (NGC 6130), sans avoir vu la plus lumineuse. Ainsi, presque tous sont d'accord pour attribuer la découverte de NGC 6125 (PGC 57812) à Herschel et celle de NGC 6130 (PGC 57828) à Lewis Swift.

## Supernova
La supernova SN 2001ab a été découverte dans NGC 6130 le 11 mars 2001 par A. B. Aazami et W. D. Li de l'université de Californie à Berkeley dans le cadre du programme LOTOSS de l'observatoire Lick. Cette supernova était de type II.